# 富山県道217号千里停車場線
富山県道217号千里停車場線（とやまけんどう217ごう ちさとていしゃじょうせん）は富山県富山市内を通る一般県道である。

## 概要

### 路線データ
- 起点：千里停車場（富山県富山市婦中町千里）
- 終点：富山県富山市婦中町千里（富山県道344号千里八尾線交点）
- 実延長：73m

## 沿革
- 1960年（昭和35年）4月23日 - 認定[1]

## 地理

### 通過する自治体
- 富山県
  - 富山市

### 接続する道路
- 富山市道（起点：富山市婦中町千里、千里駅前）
- 富山県道344号千里八尾線（終点：千里駅前交差点）

### 周辺
- JR高山本線 千里駅
- 富山市立神保小学校
- 田中精密工業 婦中製造部
- 津根精機 本社・工機事業部